# 오스발도 도르티코스 토라도
오스발도 도르티코스 토라도(스페인어: Osvaldo Dorticós Torrado, 1919년 4월 17일~1983년 6월 23일)는 쿠바의 정치인이다.
아바나 대학교에서 법학, 철학을 전공했으며 1941년 법학과를 졸업했다. 쿠바 공산당의 전신인 인민사회당에 입당한 이후에는 풀헨시오 바티스타 정부에 반대하는 세력들을 결집시키는 한편 반란군에게 무기를 공급하는 역할을 수행했다. 1958년 쿠바 변호사회 회장으로 선출되었지만 바티스타 정부에 의해 체포되었고 짧은 기간 동안 멕시코로 망명하게 된다.
1959년 1월 1일 쿠바 혁명이 일어나면서 쿠바로 귀환했다. 피델 카스트로 정부의 혁명 법무부 장관에 임명된 이후에는 《토지 개혁법》, 《1940년 쿠바 헌법》을 대체한 법률인 《쿠바 기본 조직법》 등을 제정하는 등 쿠바 혁명과 관련된 기본적인 법률을 제정하는 중요한 역할을 맡았다.
1959년 7월 17일 마누엘 우루티아 대통령이 사임하면서 쿠바 각료회의에 의해 쿠바의 제16대 대통령으로 임명되었고 1976년 12월 2일까지 재직했다. 1983년 6월 23일 아내의 죽음에 충격을 받아 자살했다.
| 전임 마누엘 우루티아 레로 | 제14대 쿠바 대통령 1959년 7월 18일 ~ 1976년 12월 2일 | 후임 피델 카스트로 |

| 전임 마누엘 우루티아 레로 | 쿠바의 국가 원수 1959년 7월 18일 ~ 1976년 12월 2일 | 후임 피델 카스트로 |

## 같이 보기
- 쿠바 공산당